# Katedra w Segedynie
Katedra w Segedynie (węg. Magyarok Nagyasszonya püspöki székesegyház), znana także jako Kościół Wotywny (węg. Fogadalmi templom) - główna świątynia diecezji segedyńsko-csanádzkiej pod wezwaniem Najświętszej Maryi Panny na Węgrzech. Jego budowa rozpoczęła się w 1913, prace zostały przerwane w czasie I wojny światowej. Ostatecznie prace zakończono w 1930. Reprezentuje styl neoromański. Jest to czwarty pod względem wielkości kościół na Węgrzech.